# Sauli Väisänen
Sauli Aapo Kasperi Väisänen (ur. 5 czerwca 1994 w Helsinkach) – fiński piłkarz występujący na pozycji obrońcy we włoskim klubie Chievo oraz w reprezentacji Finlandii. Wychowanek Allianssi, w trakcie swojej kariery grał także w takich klubach, jak Pallohonka, Honka, AIK, HIFK, SPAL oraz Crotone.